# Mirjana
Mirjana je žensko osebno ime.

## Izvor imena
Ime Mirjana je različica ženskega osebnega imena Mirjam, možna pa je tudi razlaga, da je ime izpeljano iz imen s sestavo Mir-, mir-. Ime je dokaj razširjeno pri južnih Slovanih, v Slovenijo pa je prišlo s priseljenci iz nekdanjih drugih juoslovanskih republik.

## Različice imena
- moška različica imena: Mirjan,
- ženska različica imena: Mirijana

## Pogostost imena
Po podatkih Statističnega urada Republike Slovenije je bilo na dan 31. decembra 2007 v Sloveniji število ženskih oseb z imenom Mirjana: 2.576.

## Osebni praznik
Koledarsko je ime Mirjana uvrščeno k imenoma Mirjam in Marija.